# Margaret Marrs

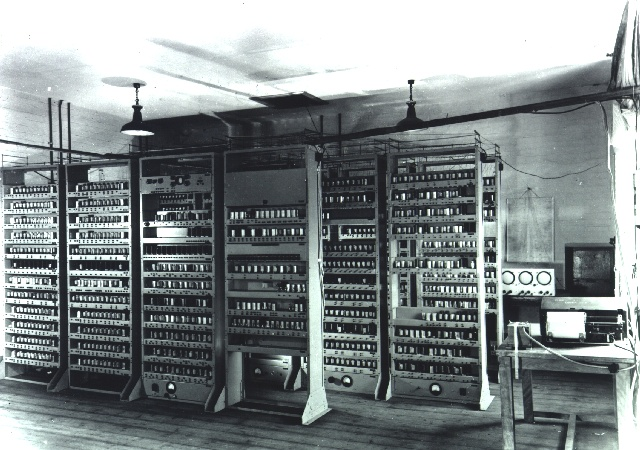
The Electronic Delay Storage Automatic Calculator an der University of Cambridge Mathematical Laboratory in England, 1948

Margaret Marrs (* 1929 in Lancashire, Vereinigtes Königreich) ist eine britische Mathematikerin und Computerprogrammiererin. Sie arbeitete als Senior Operator am Electronic Delay Storage Automatic Calculator an der Universität Cambridge und gehörte zu den ersten Informatikerinnen in England.

## Leben und Werk
Marrs war das älteste von vier Kindern und wuchs in Simonstone auf. Sie besuchte die Clitheroe Royal Grammar School, wo sie das Higher School Certificate erwarb. Sie studierte Mathematik mit einem Stipendium am Girton College in Cambridge und erhielt 1948 ihren Abschluss. 1951 arbeitete sie mit Mary Lee Woodsals und Audrey Bates als Computerprogrammiererin für das britische Elektrotechnik- und Ausrüstungsunternehmen Ferranti in Manchester und lernte in der Sommerschule an der Universität Cambridge den Maschinencode. Ihre Arbeit bei Ferranti konzentrierte sich auf die Anpassung von 39 Differentialgleichungen für automatische Computer. Sie erreichte dies anhand einer Veröffentlichung von Stanley Gill, wo dieser das Runge-Kutta-Verfahren zur Lösung von Differentialgleichungen für automatische Computer adaptierte. 1952 wurde sie am Mathematischen Labor der Universität Cambridge als Senior Operator für den Electronic Delay Storage Automatic Calculator (EDSAC) eingestellt. 1949 war dieser Hochleistungsrechner am Mathematischen Labor der Universität von Cambridge betriebsbereit und als weltweit erster Allzweck-Computer für gespeicherte Programme in den regulären Dienst gestellt worden. Er veränderte die wissenschaftliche Forschung an der Universität von Cambridge, indem es möglich wurde, Analysen in unterschiedlichen Disziplinen wie Astronomie, Wirtschaft, Biologie und Wissenschaft schneller zu erstellen.
Sie wurde jeweils für zwölf Monate mit einem Universitätsstipendium bezahlt und war danach von 1969 bis 1975 in der technischen Abteilung tätig.  Anschließend arbeitete sie für ein Jahr in einer Saatgutprüfstation, wo sie in COBOL programmierte. Bis 1986 war sie dann als Programmierberaterin in Norwich tätig. Nach dem Tod ihres ersten Mannes Eric Mutch, heiratete sie nach ihrer Pensionierung einen ehemaligen Schüler.
2016 unterstützten Marrs und andere ehemalige EDSAC-Informatikerinnen, darunter Joyce Wheeler und Liz Howe, die Bemühungen des National Museum of Computing, den EDSAC neu zu erstellen, indem sie Informationen über den EDSAC bereitstellten.